# 小米平板3
小米平板3是小米科技于2017年4月6日在中國大陸推出的一款Android平板电脑，搭載基於Android 7.0 Nougat的MIUI 10系統、4GB記憶體、64GB儲存空間，採用聯發科MT8176六核處理器。

## 價格
售價：1499元人民幣(4GB RAM+64GB ROM)